# Estación de Soria-San Francisco
Soria-San Francisco, también conocida coloquialmente como estación de Soria-Torralba, fue una estación de ferrocarril situada en la ciudad española de Soria. Desapareció en 1965, cuando la estación de El Cañuelo absorbió su tráfico.

## Historia
La voluntad de unir Soria con la radial Madrid-Zaragoza se plasmó el 3 de noviembre de 1887 cuando se realizó la subasta del Ferrocarril de Torralba a Soria por Almazán al que únicamente concurrió un proyecto, el del ingeniero belga Eduardo Otlet. Sin embargo Otlet no cumplió con las condiciones estipuladas en la concesión y la línea fue cedida por el propio Otlet a la compañía del Gran Central Español. Fue una cesión temporal debido a que el cierre de la compañía devolvió la concesión a su titular original aunque sí logró inaugurar la línea el 1 de julio de 1892. Se inauguraba así la primera estación de Soria llamada Soria-San Francisco o Soria-Torralba. En 1920 la gestión pasó a manos de la Sociedad de los Ferrocarriles Soria-Navarra.
La apertura de los tramos Cabezón de la Sierra-Soria y Soria-Calatayud en 1929 supuso la llegada de una nueva línea férrea a la ciudad, la Santander-Mediterráneo, una ambiciosa línea que buscaba conectar los puertos de Santander y Valencia. Para ello se construyó una nueva estación, la de Soria-Cañuelo mucho más amplia que la anterior, y se creó un enlace entre ellas. La línea de Torralba logró continuidad hasta Navarra vía Castejón desde el 30 de septiembre de 1941 ya bajo la dirección de RENFE. Esta línea, como la Santander-Mediterráneo utilizó la estación de Soria-Cañuelo, que compartía trazado con la Santander-Mediterráneo hasta Valcorba. En la medida en que el tráfico ferroviario no justificaba la existencia de dos estaciones, y que el uso de la Estación de San Francisco obligaba a complejas maniobras para los trenes pasantes Madrid-Pamplona, en 1965 se decidió cerrar ésta.